# Loudmila Yelles
Loudmila Yelles, née le 19 novembre 1996 , est une joueuse internationale algérienne de handball, évoluant au poste de pivot Arrière droit,.

## Biographie
En 2022, elle est convoquée en équipe d'Algérie, avec laquelle elle participe au Championnat d'Afrique des nations 2022, terminé à la 10e place.

## Palmarès
- 10e place au Championnat d'Afrique 2022